# Luigi Ciotti

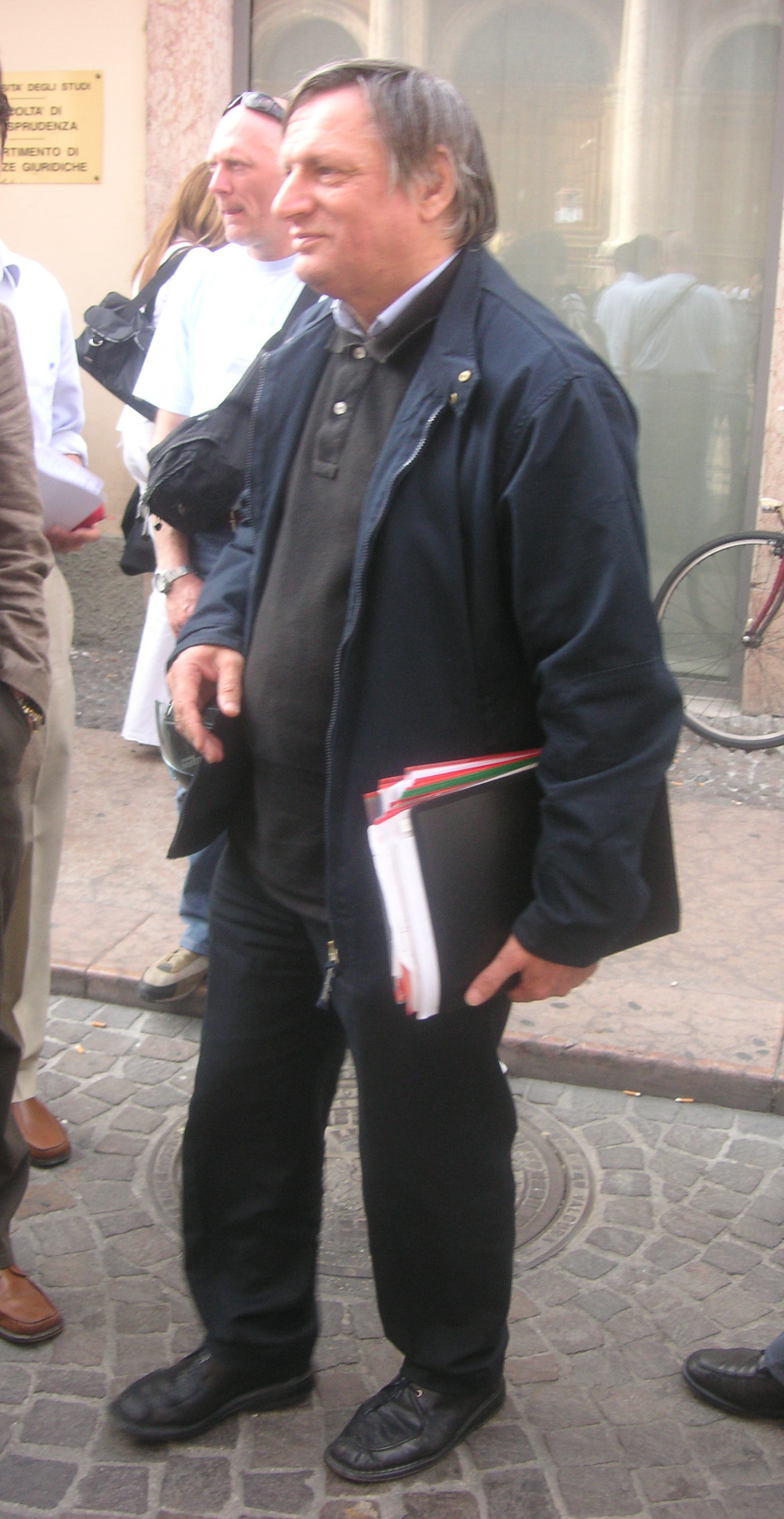
Luigi Ciotti (2007)

Luigi Ciotti (* 10. September 1945 in Pieve di Cadore), auch bekannt als Don Ciotti, ist ein italienischer römisch-katholischer Priester und prominenter Mafia-Gegner. Er gilt gleichzeitig als „bekanntester“ und „am meisten gefährdeter“ Geistlicher Italiens. Er lebt in Turin.
Ciotti ist der Begründer der größten Anti-Mafia-Dachorganisation Libera Italiens und der Monatszeitschrift Narcomafie, die sich mit der organisierten Kriminalität in Italien befasst.

## Wirken
1965 gründete Ciotti mit Freunden die Vereinigung „Gruppo Abele“ mit dem Ziel, kriminell gewordene Jugendliche sowie Drogenabhängige zu unterstützen. Die Gruppo Abele war die erste Organisation in Italien, die sich auch um HIV-Kranke kümmerte. Nach seinem Theologiestudium und der Priesterweihe 1972 arbeitete er als Straßenpriester (prete di strada) und engagierte sich in sozialen Brennpunkten. Nach mehreren Aufenthalten in Süditalien machte Ciotti den Kampf gegen die Mafia zu seinem Lebensinhalt.
1995 gründete Ciotti die Antimafia-Zeitschrift Narcomafie und im selben Jahr die Antimafia-Organisation Libera („frei“). Ciotti hatte die Idee, Ländereien und Immobilien, welche sich die Mafia angeeignet hatte, der Zivilgesellschaft zurückgegeben und an gemeinnützigen Organisationen zu übergeben. Er sitzt bis heute der Organisation als Präsident vor. Libera ist Dachorganisation von über 1300 Vereinen und Bürgerinitiativen, die sich in ganz Italien gegen die Mafia einsetzen. 1995 sammelte Ciotti mit der Organisation innerhalb von wenigen Monaten mehr als eine Million Unterschriften für ein Gesetz zur Beschlagnahme von Mafia-Gütern. Ein Jahr später trat das Gesetz bereits in Kraft. In der Folge wurden der Organisation mehrere Hundert Hektar von Mafia-Mitgliedern  beschlagnahmter Grundbesitz übertragen. Libera betreibt auf diesem Land mit ehemaligen Kriminellen, Drogenabhängigen sowie mit Arbeitslosen und Mafiaaussteigern landwirtschaftliche Betriebe. Mehrfach waren die Projekte das Ziel von Anschlägen durch die Mafia. 
2013 wurden Morddrohungen der Mafia gegen Ciotti bekannt, die zunächst aber nicht öffentlich gemacht wurden. Seit Mitte 2014 steht Ciotti, der in Turin lebt, unter ständigem Polizeischutz. Rund zehn Polizisten überwachen ihn rund um die Uhr, somit ist er intensiver geschützt als die meisten italienischen Mafia-Ermittler.

## Auszeichnungen
Für 2016 wurde Ciotti der Mietek Pemper Preis der Universität Augsburg für Versöhnung und Völkerverständigung zugesprochen.